# 丹尼克斯半導體
丹尼克斯半導體（Dynex Semiconductor）是英國一家專門從事功率半導體器件及藍寶石矽集成電路產品的研發、生產及全球供應的廠商，公司總部設於林肯郡，產品包括GTO、IGBT及不同種類的晶閘管。
其母公司Dynex Power於加拿大多倫多證券交易所掛牌上市（TSX：DNX），至2008年被株洲南車時代電氣以每股0.55加元，從Dynex Power收購該公司75%股權。

## 外部連結
- 丹尼克斯半導體主頁（页面存档备份，存于）
- Dynex Power Inc.（页面存档备份，存于）